# Teatro Regio Ducale

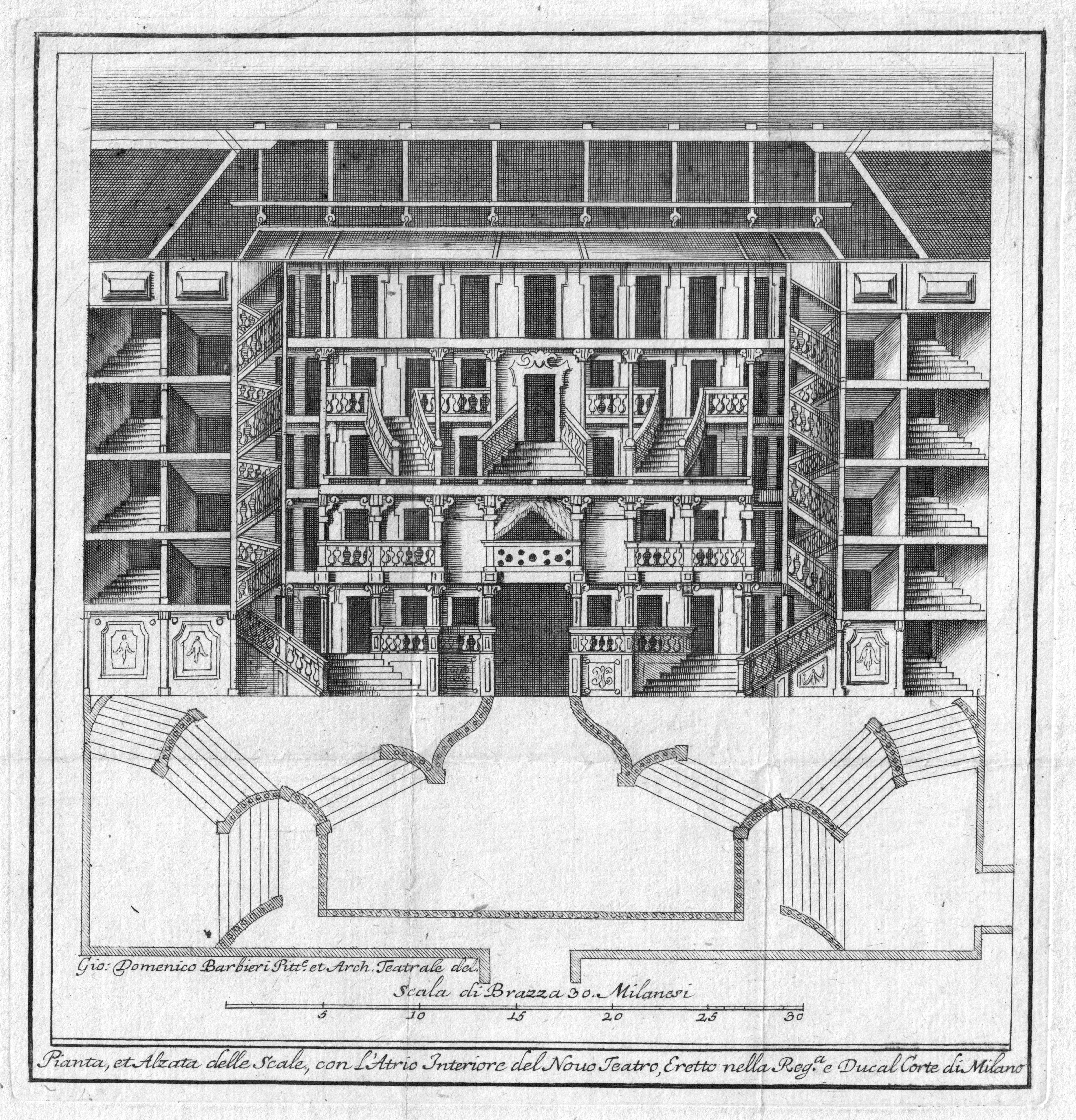
Aufriss des Teatro Regio Ducale

Das Teatro Regio Ducale (oft auch als Regio Ducal Teatro bezeichnet) war ein Theater im Palazzo Reale zu Mailand, das von 1717 bis zum Brand 1776 existierte. 

## Geschichte
Das erste Teatro Regio Ducale wurde 1598 zur Feier der Durchreise von Margarete von Österreich durch Mailand erbaut, welche die Versprochene des Königs von Portugal und Spanien, Philipps des III., war. 1699 ging es in Flammen auf, wurde jedoch nicht völlig zerstört und durchlief einige Änderungen und Renovierungen, bis es schließlich im Jahre 1708 endgültig durch ein erneutes Feuer zerstört wurde.
Das zweite Teatro Regio Ducale wurde erst 1717 aus den Trümmern des vorhergehenden Teatro Ducale erbaut. Es wurde – mit einigen Entwicklungen – nach dem ersten Entwurf des Teatro Ducale nachgebaut, welches bereits 1598 stand. Das königlich herzogliche Theater wurde am 26. Dezember 1717 durch die Aufführung des Stücks Costantino von Francesco Gasparini eingeweiht. Am 25. Februar 1776 ging das Teatro Regio Ducale zum dritten und letzten Mal in Flammen auf.

## Architektur

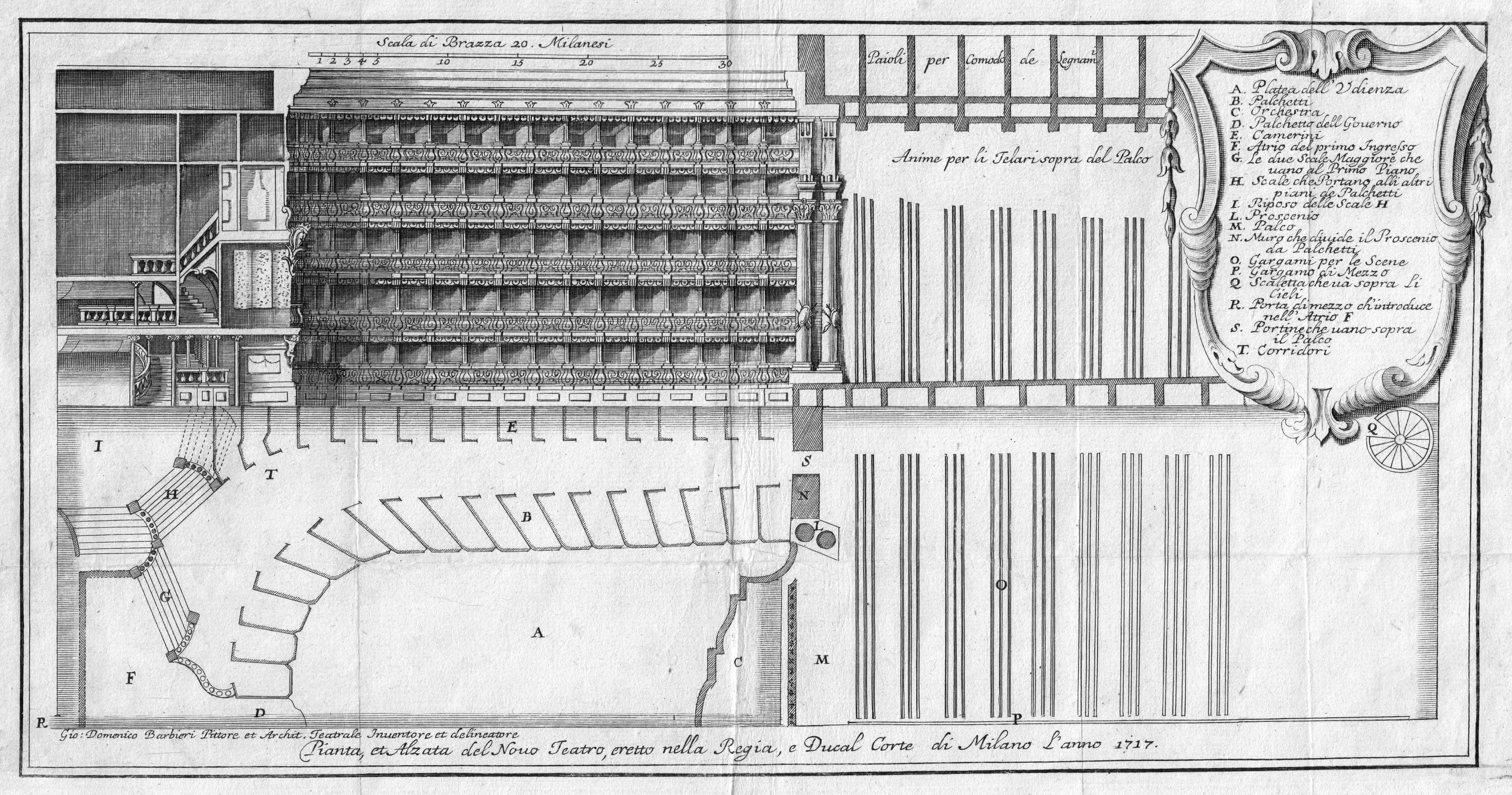
Grundriss des Teatro Regio Ducale

Das erste Teatro Regio Ducale lag im Inneren des Palazzo Reale und war in drei Schiffe eingeteilt, und auf jeder der beiden Seiten des Theaters wurden zwölf große Säulen aus Marmor errichtet.
Die Arbeiten am zweiten Gebäude begannen am 26. April 1717. Bereits im September desselben Jahres war eine 90 Ellen lange, 46 Ellen breite und 30 Ellen hohe Fläche bebaut, welche den Hauptteil des Theaters ausmachte. 14 Architrave stützten dabei das Dach. Anschließend wurde die Vorbühne gebaut, welche den Seiten durch je eine große Säule gestützt wurde. Auf dem mittleren Balken waren die Vorder- und Rückseite einer Medaille abgebildet. Die Vorderseite zeigte die Büste Karls des VI., die Kehrseite das Abbild eines Phönix, der aus einem Aschehaufen aufsteigt.
Das fertige, U-förmige Innere umfasste 800 Sitze mal  5 Logen, und der beträchtliche Unterschied in Höhe zwischen dem Auditorium und der Bühne wurde durch einen großen Treppenaufgang überbrückt. Architekt war Giandomenico Barbieri aus Parma. Er ließ das Theater hauptsächlich aus Holz bauen, was diesem schlussendlich zum Verhängnis wurde.

## Aufführungen und Persönlichkeiten
Mozart schrieb im Alter zwischen 14 und 16 Jahren drei Opern für das herzogliche Theater: Mitridate, re di Ponto, Ascanio in Alba und Lucio Silla. Die zweite Oper Ascanio in Alba wurde zur Feierlichkeit der Hochzeit zwischen dem Erzherzog Ferdinand und Maria Beatrice d’Este im Oktober 1771 aufgeführt. Die Aufführungen und Feierlichkeiten zu Ehren des Paares im Teatro Regio Ducale dauerten mindestens zwei Wochen.
Auch andere namhafte Komponisten führten ihre Stücke im Teatro Regio Ducale auf, wie beispielsweise Francesco Gasparini, Nicola Porpora, Tomaso Albinoni und viele weitere.